# Arnold F. Holleman
Arnold Frederik Holleman (Oisterwijk, 28 août 1859 - Bloemendaal, 11 août 1953) est un chimiste et professeur de chimie néerlandais.

## Biographie
Holleman, dont le père tenait une usine de pigments de garance, a étudié la chimie à Leyde, Heidelberg et Munich. Il a obtenu son doctorat en 1887 sous la direction d'Antoine Paul Nicolas Franchimont à Leyde. 
En 1887 il devient l'assistant de Jacobus Henricus van 't Hoff à Amsterdam. 
En 1889, il devient directeur du laboratoire agricole de Groningue et en 1893 professeur de chimie à l'université de Groningue. En 1905, il devient professeur de chimie organique à l'université d'Amsterdam. 
Il prend sa retraite en tant que professeur d'université en 1924, mais resta scientifiquement actif[évasif].